# Инча
Инча (азерб. İnçə) — село в Шекинском районе Азербайджана. 

## География
Инча расположено в 10 км к северо-западу от районного центра Шеки.

## Этимология
По одним данным топоним образуется на основе др.-тюрк. инча — тонкий, слабый, по другим связывается с кыпчакскими племенами.

## Население

### XIX век
В «Кавказском календаре» на 1856 год в перечне населённых пунктов Шемахинской губернии упоминаются два села под названиями Ашага-Инча и Юхари-Инча, которые относились к Гюйнюкскому магалу данной губернии. Согласно приведённым календарём сведениям, оба села населяли «татары»-сунниты (азербайджанцы-сунниты), которые между собой говорили по-«татарски» (по-азербайджански).
В материалах посемейных списков на 1886 год, упоминается село Инча Нухинского уезда с числом дымов 112 и с населением 557 человек и все «татары»-сунниты (азербайджанцы-сунниты).

### XX век
Тот же этнический состав сообщает «Кавказский календарь» на 1910 год, по данным которого в селе Инча Нухинского уезда за 1908 год проживало 448 азербайджанцев, указанных по терминологии того времени как «татары».
В Памятной книжке Елисаветпольской губернии на 1910 год в селе Инча показаны 90 дымов и 451 житель «татар-суннитов» (азербайджанцев-суннитов). 
Согласно данным Азербайджанской сельскохозяйственной переписи 1921 года в селе Инча Кохмухского сельского общества Нухинского уезда Азербайджанской ССР насчитывалось 105 хозяйств, население составляло 353 человека, указанных как азербайджанские тюрки (азербайджанцы), из них 193 мужчины и 160 женщин.
По состоянию на 1979 год население села составляло 580 человек. Население в основном было занято садоводством и животноводством.
В селе имелись средняя школа, клуб, библиотека, фельдшерский пункт, киноустановка.